# آفتاب‌پرست (سرده)
آفتاب‌پرست (به انگلیسی: Heliotropium) سرده گلداری از خانواده گاوزبان‌ها، گاوزبانیان است که ۲۵۰–۳۰۰ گونه دارد که همه آنها با نام عمومی هلیوتروپیوم (heliotropes) شناخته می‌شوند.